# Metynnis lippincottianus
Espèce
Metynnis lippincottianus est une espèce de poissons d'eau douce de la famille des Serrasalmidae.

## Répartition géographique
Metynnis lippincottianus se rencontre dans le bassin de l'Amazone et au Guyana.

## Captivité, zoo
Aquarium du palais de la Porte Dorée détient quelques spécimens de Metynnis lippincottianus présentés au public.

## Galerie

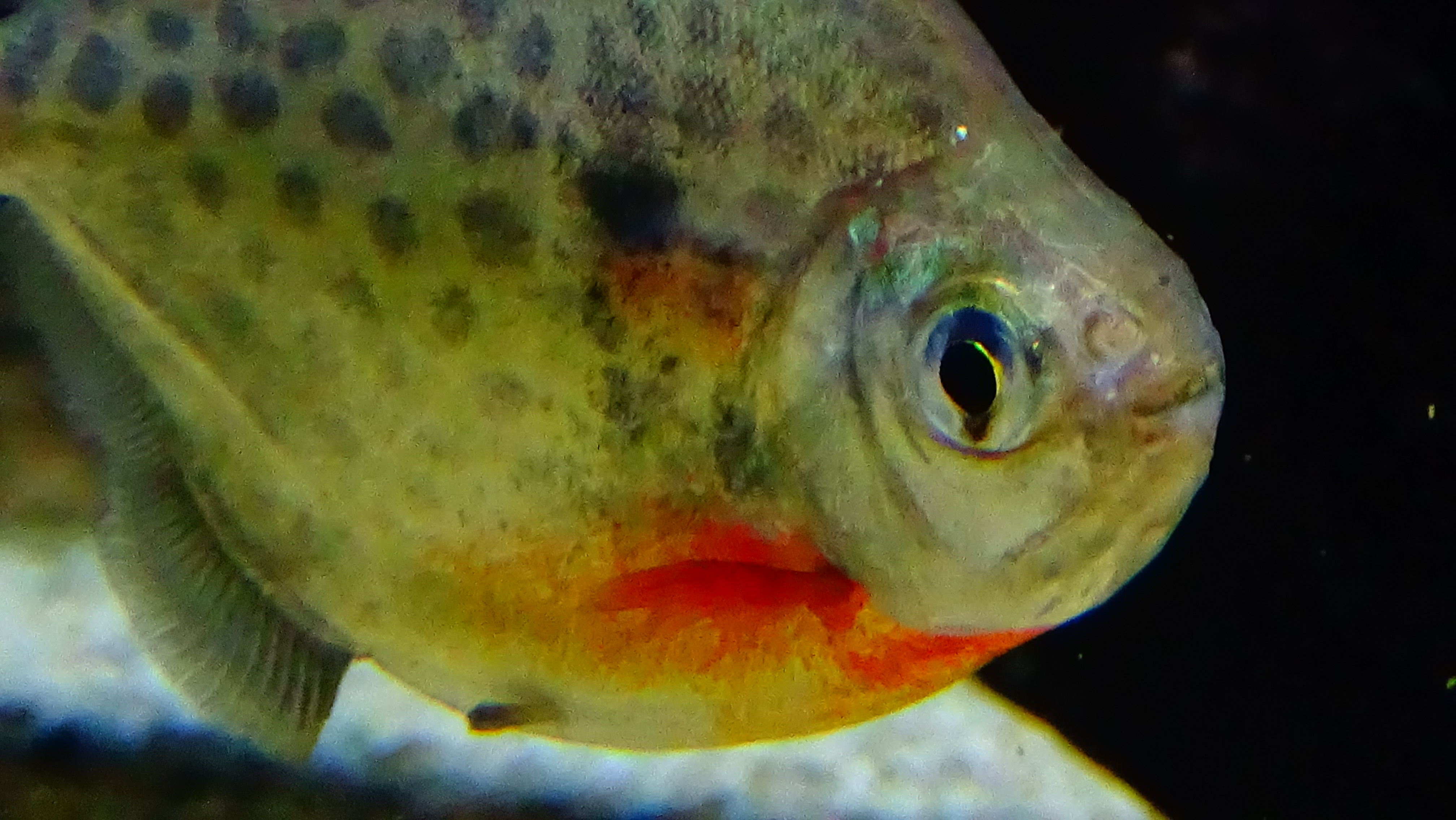
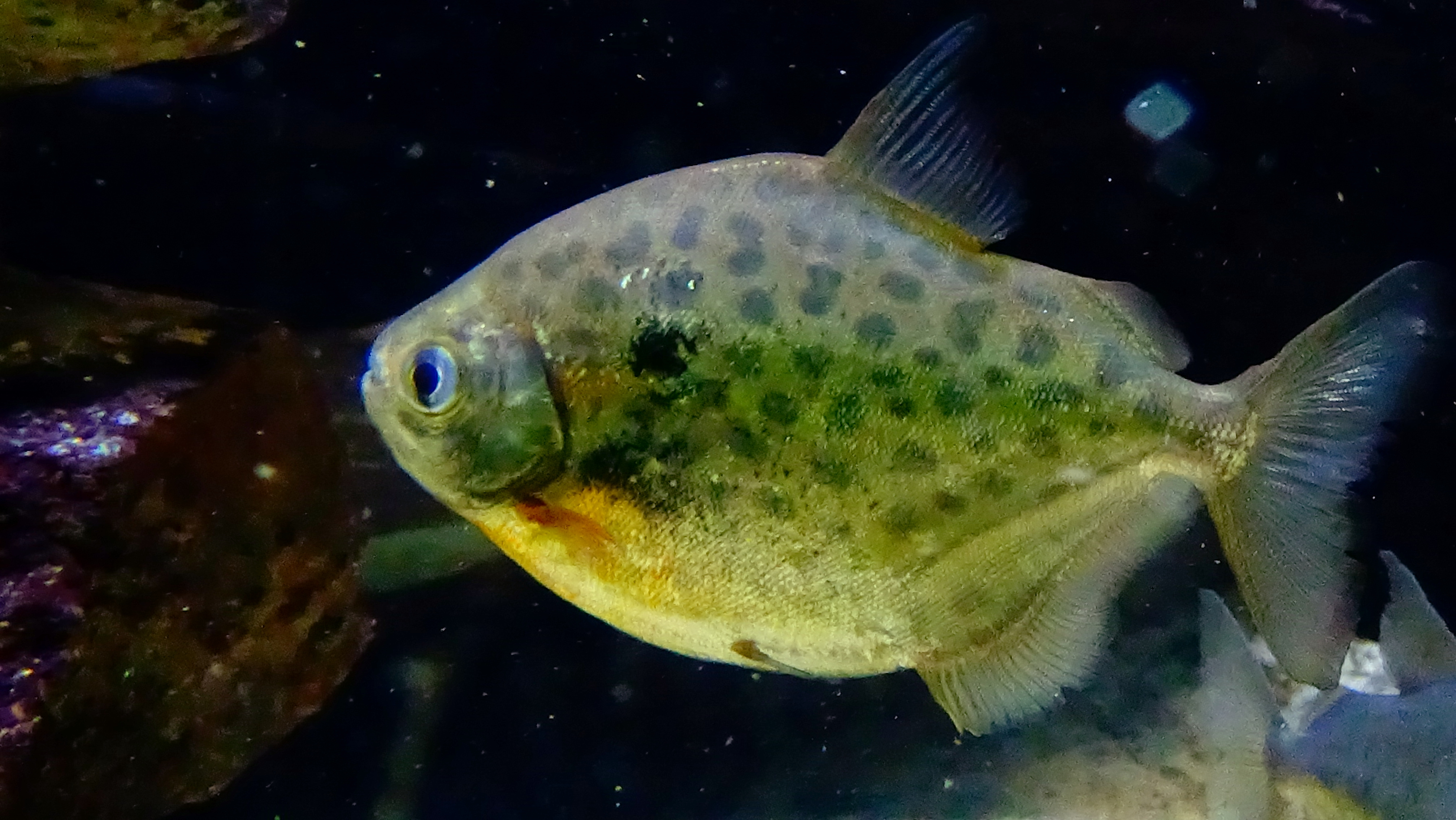
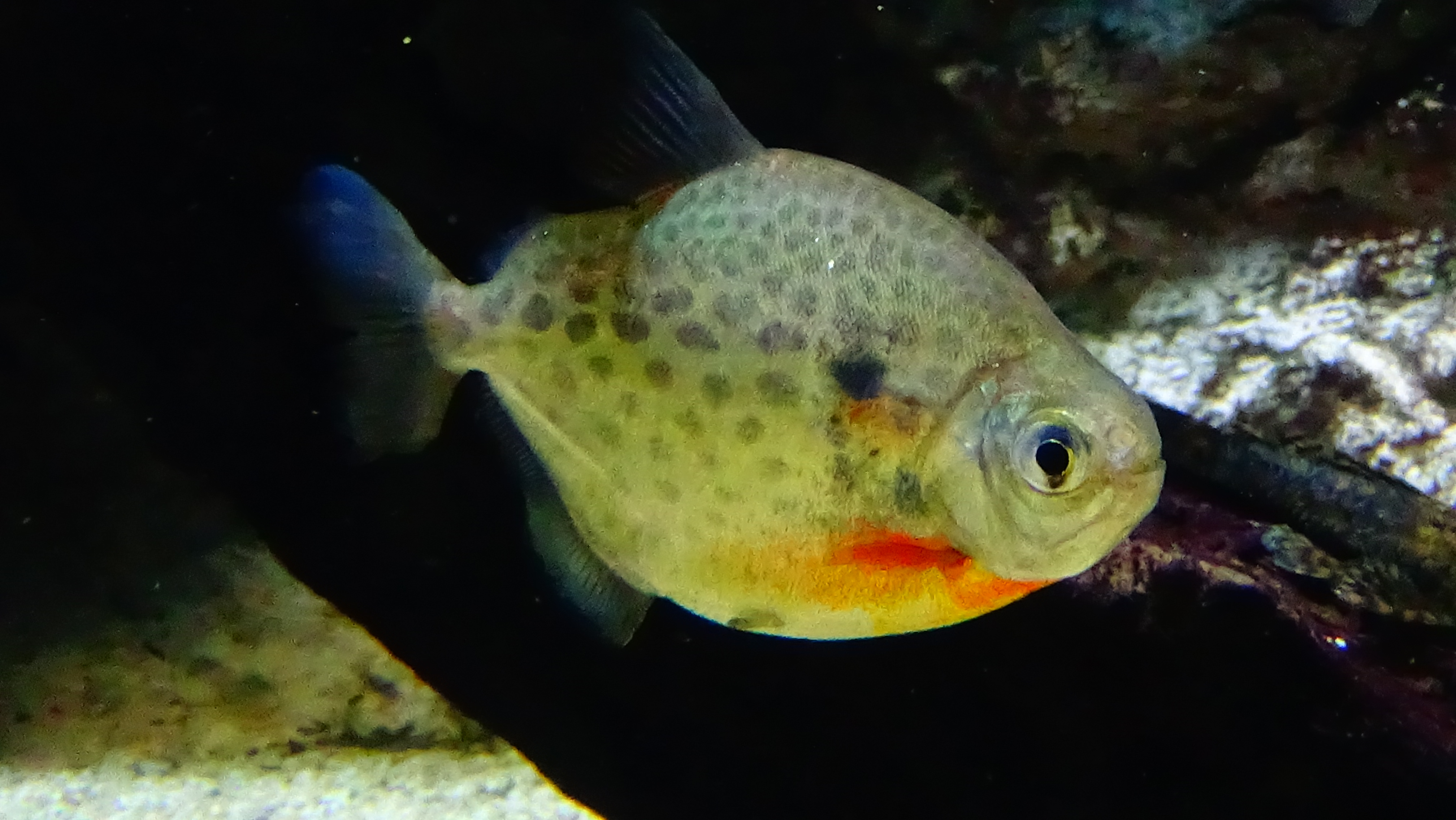
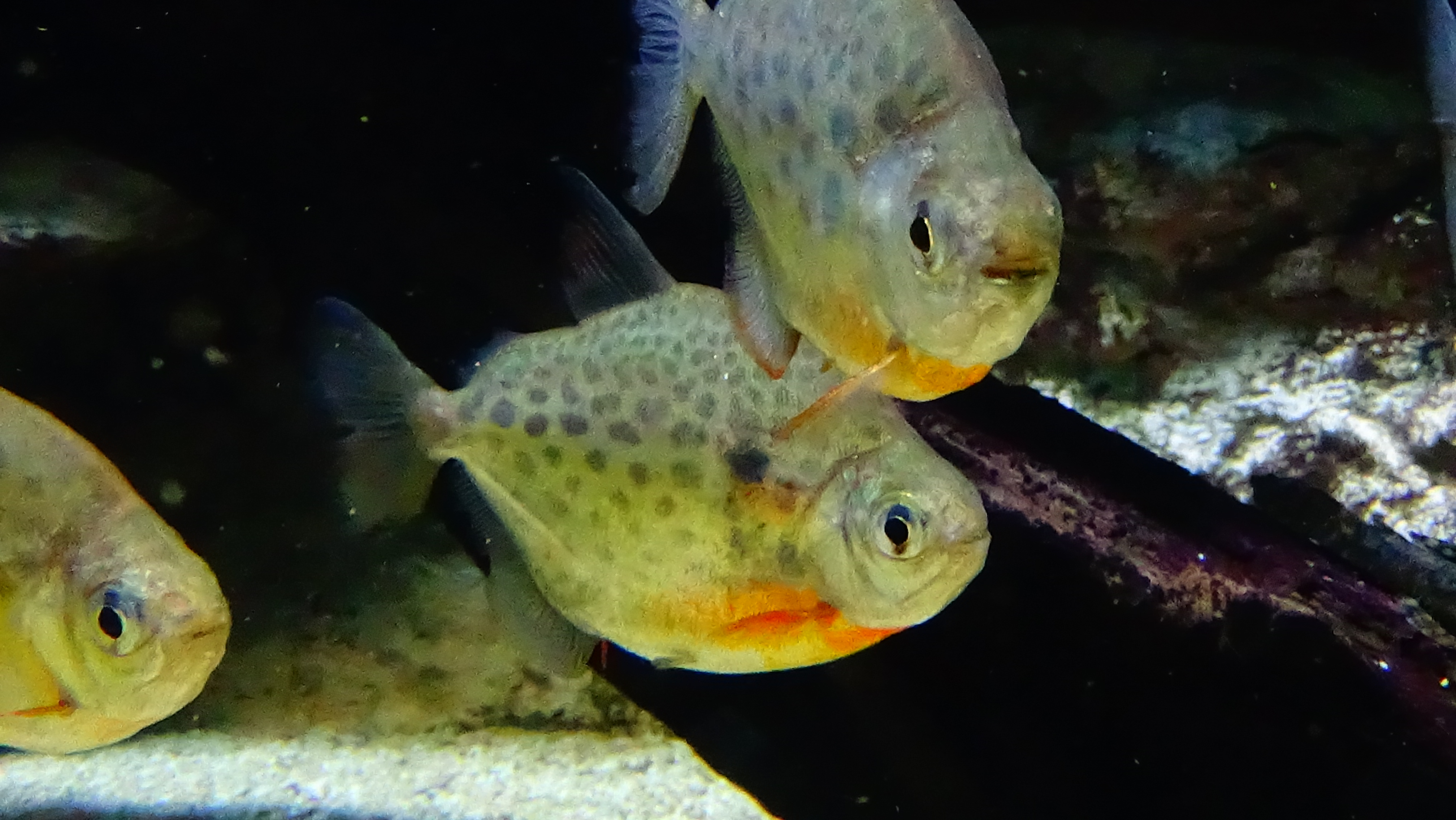

## Systématique
Le nom valide complet (avec auteur) de ce taxon est Metynnis lippincottianus (Cope, 1870).
L'espèce a été initialement classée dans le genre Myletes sous le protonyme Myletes lippincottianus Cope, 1870,.
Metynnis lippincottianus a pour synonymes :
- Metynnis anisurus Ahl, 1924
- Metynnis dungerni Ahl, 1925
- Metynnis goeldii Eigenmann, 1903
- Metynnis heinrothi Ahl, 1924
- Metynnis orbicularis (Steindachner, 1908)
- Metynnis roosevelti Eigenmann, 1915
- Metynnis seitzi Ahl, 1923
- Metynnis snethlagae Ahl, 1924
- Myletes lippincottianus Cope, 1870
- Myletes orbicularis Steindachner, 1908

## Étymologie
Son épithète spécifique, lippincottianus, lui a été donnée en l'honneur de James S. Lippincott, ami de l'auteur, et auteur d'une importante contribution à la météorologie, à l'agriculture et à d'autres sujets.

## Publication originale
- (en) E. D. Cope, « Contribution to the ichthyology of the Marañon », Proceedings of the American Philosophical Society, Philadelphie, APS, vol. 11, no 81,‎ 1870, p. 559-570 (ISSN 0003-049X et 2326-9243, OCLC 1480557, JSTOR 981513, lire en ligne).